# Wendy Cope
Wendy Cope OBE (nacida el 21 de julio de 1945) es una poeta inglesa contemporánea. Fue lectora de historia en St Hilda's College, Oxford . Ahora vive en Ely, Cambridgeshire, con su marido, el poeta Lachlan Mackinnon .

## Biografía
Cope nació en Erith en Kent (ahora en el distrito londinense de Bexley ), donde su padre, Fred Cope, era gerente de los grandes almacenes locales, Hedley Mitchell. Acudió a la Escuela Preparatoria West Lodge en Sidcup y a la Escuela Farrington, Chislehurst, ambas en Kent.  Después de graduarse en St Hilda's College y Westminster College, Oxford, Cope fue durante catorce años profesora de  primaria.  En 1981, se convirtió en editora de Artes y Reseñas de la revista Contact de la Inner London Education Authority. Cinco años más tarde se convirtió en escritora independiente y crítica de televisión para la revista The Spectator hasta 1990. 
Se han publicado cinco colecciones de su poesía para adultos, Making Cocoa for Kingsley Amis en 1986, Serious Concerns en 1992, If I Don't Know en 2001, Family Values en 2011 y Anecdotal Evidence en 2018. También ha editado varias antologías de versos cómicos y fue jurado del Premio Man Booker 2007. 
En 1998, fue elegida por los oyentes en una encuesta de BBC Radio 4 para suceder a Ted Hughes como Poeta Laureado.  Cuando el periodo de Andrew Motion como poeta laureado llegó a su fin en 2009, Cope volvió a ser considerada candidata popular,  aunque cree que el puesto debería ser descontinuado.   Carol Ann Duffy sucedió a Motion como poeta laureada.
Cope fue nombrada Oficial de la Orden del Imperio Británico (OBE) en el Birthday Honour de 2010.  En abril de 2011, la Biblioteca Británica compró el archivo de Cope, incluidos manuscritos, informes escolares y 40.000 correos electrónicos, el archivo de correo electrónico más grande que han comprado hasta la fecha. Los artículos también incluyen 67 cuadernos de poesía y poemas inéditos. Cope comentó: "Quería encontrar un buen hogar para mi archivo. El momento llegó porque teníamos que mudarnos, por lo que necesitábamos algo de dinero para comprar una casa y el espacio. Así que este era el momento. Le pregunté a Andrew Motion qué debería hacer, y me aconsejó que contactara con la Biblioteca Británica. No estaba segura de que lo quisieran, pero lo hicieron". Cuando la colección esté catalogada y organizada, el archivo estará a disposición de los investigadores. 
En 2013, tras 19 años de convivencia, Cope se casó con Lachlan Mackinnon en un registro civil, aunque ella ha afirmado que hubiera preferido una unión civil. 
En enero de 2019 fue invitada en el programa de larga duración Desert Island Discs de BBC Radio 4. Su libro elegido fue The Compleet Molesworth de Geoffrey Willans, su artículo para el ocio fue material de escritura y su canción favorita fue el " Concierto para dos violines y cuerdas en re menor " de Bach . 

## Recepción de la crítica
A pesar de su escasa producción, sus libros se han vendido bien y ha atraído seguidores populares con su poesía alegre, a menudo cómica, además de lograr credibilidad literaria al ganar dos premios y quedar finalista de varios premios durante catorce años.  Tiene buen ojo para los aspectos cotidianos y mundanos de la vida inglesa, especialmente los deseos, frustraciones, esperanzas, confusiones y emociones en las relaciones íntimas.  El Dr. Rowan Williams es un conocido admirador de su trabajo: "Wendy Cope es sin duda la más ingeniosa de los poetas ingleses contemporáneos y dice muchas cosas extremadamente serias".  En 2021, la poeta y crítica Rory Waterman publicó el primer libro crítico sobre su obra, para la serie Writers and Their Work. 
Tres haikus de Making Cocoa for Kingsley Amis, que se presentan como escritos por el poeta (ficticio) Jason Strugnell de Tulse Hill, alter ego de Cope, sirvieron de base para la creación Haikus de Strugnell del compositor Colin Matthews en 1990. 
En 2008, el poema de Cope After The Lunch fue utilizado como letra de la canción Waterloo Bridge por el compositor y músico de jazz Jools Holland y la cantante Louise Marshall. 

## Evolución de su estilo
Su trayectoria poética abarca casi cincuenta años con sus colecciones de poesía intermitentes. Si bien ha publicado más de dos docenas de publicaciones, sus libros más conocidos son sus colecciones de poesía para adultos. Sin contar con sus ediciones limitadas y seleccionadas, Cope tiene cinco poemarios para adultos: Making Cocoa for Kingsley Amis (1986), Serious Concerns (1992), If I Don't Know (2001), Family Values (2011) y su más reciente, Anecdotal Evidence. (2018). Los cambios en ella, tanto en su estilo de escritura como en su vida, se pueden rastrear en estas cinco colecciones.
Cope reconoce que sus dos primeros poemarios difieren bastante de los posteriores. Su felicidad juega un papel importante en su escritura, y sus dos primeras colecciones las escribió cuando se sentía bastante infeliz. En ambas colecciones, los poemas varían en contenido, pero son similares en estructura. Generalmente, cada poema presenta un tono alegre y encantador lleno de chistes contundentes y un ingenio seco y comprimido. El remate suele estar "centrado en los hombres desde el punto de vista de la mujer soltera heterosexual".  Junto con una admiración sin trabas por la vida y las cosas simples que hay en ella, Making Cocoa for Kingsley Amis y Serious Concerns llevaron a Cope a una popularidad instantánea. El estilo y el humor de Cope se volvieron tan consistentes que tanto los fanáticos como los críticos comenzaron a etiquetar las piezas escritas en este estilo como "poemas de Wendy Cope", himnos para "varias generaciones de mujeres frustradas y en conflicto".  Detalles como ingeniosos esquemas de rima, observaciones humorísticas y ataques inesperados con carga política a conceptos como el matrimonio o el patriarcado se convirtieron en aspectos admirados de las dos primeras colecciones de Cope y le granjearon fama y un público hambriento de más.
Las siguientes tres publicaciones son notablemente diferentes, más oscuras y menos populares, y no es ningún secreto por qué. Después del gran éxito de Serious Concerns en la década de 1990, la vida de Cope cambió por completo. Con el dinero y los recursos para dedicarse a la escritura, dejó la docencia y comenzó a vivir con Lachlan Mackinnon, un poeta con el que luego se casó en 2013. A medida que su felicidad general aumentó, su poesía cambió notablemente. Los poemas en verso libre más oscuros e intrincados superaron las sencillas y divertidas rimas del pasado. Cope comenzó a aludir a sus batallas contra la depresión, un tema presente en toda su obra, pero que se hacía más evidente con cada colección. Si bien hubo inserciones del tema en sus colecciones anteriores, los críticos y fanáticos generalmente las ignoraron en favor de sus poemas más alegres". «Los Angeles Review of Books». Los Angeles Review of Books (en inglés). 27 de febrero de 2018. Consultado el 17 de noviembre de 2022. Las últimas dos décadas han llevado a que una sensación de satisfacción, junto con una confrontación con la depresión, ocupen el escenario principal en If I Don't Know, Family Values and Anecdotar Evidence. La libertad y el ocio que acompañan al éxito, sin duda, han permitido a Cope centrarse en cuestiones más profundas y conflictivas en lugar de ofrecer temas que agraden al público.
En términos de popularidad, está claro lo que prefieren los fans. Serious Concerns sigue siendo el libro más popular de Cope, incluso treinta años después. En una lista de los diez poemas de Cope "de lectura obligada",  cada uno de los cinco primeros son de Making Cocoa for Kingsley Amis o Serious Concerns . No hay duda de que estos poemas son lo que resuena entre los lectores. Sin embargo, la propia Cope no está de acuerdo con el concepto de "himno de Wendy Cope" y no cree que su poesía pueda clasificarse de esta manera. La progresión y el crecimiento de Cope, junto con su voluntad de discutir temas difíciles en sus escritos, es distintivo y fuera de toda cuestión, digno de elogio. Algunos fans están descontentos con los y prefieren ese enfoque inicial alegre, pero una de las mejores poetas cómicas de los últimos cincuenta años tiene toda la autoridad para desarrollar su estilo y no dejarse limitar por las expectativas creadas por sus logros". 
Según múltiples fuentes, la publicación favorita de Cope es Anecdotal Evidence y uno de sus poemas favoritos es Flowers from Serious Concerns, que también es uno de los más famosos.

### La poesía de Cope para adultos.
- (1986) Making Cocoa for Kingsley Amis (Faber and Faber)
- (1992) Serious Concerns (Faber and Faber)
- (2001) If I Don't Know (Faber and Faber)
- (2011) Family Values (Faber and Faber)
- (2018) Anecdotal Evidence (Faber and Faber)
- (2023) The Orange and other poems (Faber and Faber)

### Colecciones de poesía infantil de Cope.
- (1988) Twiddling Your Thumbs (Faber and Faber)
- (1991) The River Girl (Faber and Faber)

### Ediciones limitadas y selecciones.
- (1980) Across the City [edición limitada] (Priapus Press)
- (1984) Hope and the 42 (Other Branch Readings)
- (1986) Poem from a Colour Chart of House Paints [edición limitada] (Priapus Press)
- (1988) Does She Like Word Games? (Anvil Press Poetry)
- (1988) Men and Their Boring Arguments (Wykeham)
- (1994) The Squirrel and the Crow' (Prospero Poets)
- (1998) Being Boring [edición limitada a 150 ejemplares] ( Arialia Press)
- (2008) Two Cures for Love: Selected Poems 1979–2006 (Faber and Faber)
- (2016) A Triumphant Yes  Celandine Press 150 ejemplares firmados por la autora.

### Otras publicaciones
- (1982) Poetry Introduction 5  (Faber and Faber)
- (1989) Is That the New Moon? [editor] (HarperCollins)
- (1993) The Orchard Book of Funny Poems [editor] (Orchard)
- (1996) Casting a Spell [contributor] (Faber and Faber)
- (1998) The Funny Side: 101 Humorous Poems [editor] (Faber and Faber)
- (1999) The Faber Book of Bedtime Stories [editor] (Faber and Faber)
- (2000) The Orchard Book of Funny Poems [editor] (Orchard)
- (2001) Heaven on Earth: 101 Happy Poems [editor] (Faber and Faber)
- (2002) Is That The New Moon?: Poems by Women Poets [selección] (Collins)
- (2003) George Herbert: Verse and Prose [selección e introducción] (SPCK)
- (2014) Life, Love and The Archers: recollections, reviews and other prose (Hodder &amp; Stoughton)